# 1972 (Al Bano)
1972 este un album al lui Al Bano publicat în anul 1972. Albumul conține melodia 13, storia d'oggi cu care Al Bano a participat la Festivalul Sanremo 1971.
Piesa La zappa picca pane pappa nu este cântată în italiană, ci în dialectul salentin din Salento, regiunea din sudul Italiei de unde provine Al Bano. Este una din primele melodii compuse de el cand era adolescent. Cântecul Mezzanotte d'amore, publicat în 1969 doar pe single 45 rmp, a avut un mare succes încât a fost realizat și filmul cu același titlu.

## Track list
1. Mezzanotte d'amore  (Albano Carrisi, Vito Pallavicini)
2. Prima di dormire  (Albano Carrisi, Romina Power)
3. Il prato dell'amore  (Albano Carrisi, Vito Pallavicini)
4. Umiltà  (Albano Carrisi, Detto Mariano, Vito Pallavicini)
5. La zappa picca pane pappa  (Albano Carrisi, Romina Power)
6. Il somaro  (Albano Carrisi, Romina Power)
7. E il sole dorme tra le braccia della notte  (Albano Carrisi, Vito Pallavicini)
8. Evie  (Jimmy Webb, Vito Pallavicini)
9. Mezzo cuore  (Albano Carrisi, Vito Pallavicini)
10. Vogliamoci tanto bene  (Renato Rascel)
11. Mamma Rosa  (Stuart Mackay, Bruce Waddell, Steve Hammond, Vito Pallavicini, Caravati)
12. 13, storia d'oggi  (Albano Carrisi, Vito Pallavicini)